# نيوتن دبليو. غيلبرت
نيوتن دبليو. غيلبرت (بالإنجليزية: Newton W. Gilbert)‏ هو محامي وسياسي أمريكي، ولد في 24 مايو 1862 في وورثينغتون في الولايات المتحدة، وتوفي في 5 يوليو 1939 في سانتا آنا في الولايات المتحدة. حزبياً، نشط في الحزب الجمهوري. وقد انتخب الحاكم العام في الفلبين ‏ وانتخب عضو مجلس ولاية إنديانا وانتخب عضو مجلس النواب الأمريكي.